# Escudo de Wellington
El escudo de la ciudad de Wellington fue creado en el año 1878 aunque hasta el 6 de junio de 1961, reinando Isabel II, la capital de Nueva Zelanda no recibió una certificación oficial por parte del Colegio de Armas de Londres. Esta institución es la competente en la materia pese a que el país obtuvo su plena independencia del Reino Unido en 1947. 
En el escudo propiamente dicho se combinan elementos del escudo de Nueva Zelanda con la heráldica de la Casa de Wellesley-Wellington, de la que esta población ha adoptado su nombre.
Consiste en un escudo cuartelado (dividido en cuatro partes denominadas cuarteles) por una cruz de oro (amarilla). En el primer cuartel, de gules (rojo), un vellocino  de oro que está empleado como símbolo de la ganadería en el escudo de Nueva Zelanda. En el segundo, de azur (azul), un buque de vela de plata (blanco) sostenido por un mar ondado que figura como emblema específico de la ciudad de Wellington. En el tercer cuartel, de azur, un manojo de trigo de oro que se usa sobre un campo de gules como símbolo de la agricultura en el escudo de Nueva Zelanda. En el cuarto, de gules, cinco bezantes de plata procedentes de la heráldica de la Casa de Wellesley-Wellington. 
Por soportes, en la diestra (izquierda del espectador) un león de oro colletado (portando una corona abierta en su cuello a modo de collar) y encadenado de lo mismo, en la siniestra un moa en su color. El león procede de la heráldica británica y el moa fue una especie nativa de aves ya extinta. Los soportes se encuentran terrasados de sinople (situados sobre un montículo verde). Al timbre un yelmo de perfil en su color, adornado de lambrequines de gules y de oro sumado de una corona mural de plata. La corona también sumada de un delfín heráldico de azur linguado de gules (azul con su lengua roja). El delfín es la cimera de la ciudad de Wellington. En el escudo también se muestra el lema de la ciudad "Suprema a Situ", que en latín significa "Suprema por posición". El lema aparece escrito en una cinta de plata y de gules con letras de sable (negro heráldico).